# Monster (manga)
Monster (モンスター?, Monsutā) è un manga scritto e disegnato da Naoki Urasawa. È stato pubblicato sulla rivista Big Comic Original di Shōgakukan tra il 1994 e il 2001 e in seguito raccolto in 18 volumi tankōbon. La storia, ambientata in Germania, segue il brillante neurochirurgo giapponese Kenzo Tenma e i suoi sforzi per fermare Johan Liebert, un suo ex paziente diventato un pericoloso serial killer. Al termine della pubblicazione dell'opera, nel 2002, Urasawa ha scritto e illustrato il romanzo Another Monster, che ripercorre gli eventi del manga dal punto di vista di un giornalista d'inchiesta. Un adattamento anime del manga è stato prodotto da Madhouse e trasmesso dal 6 aprile 2004 al 27 settembre 2005 su Nippon Television.
Panini Comics ha curato un'edizione italiana del manga tra il 2003 e il 2005, e ha pubblicato anche Another Monster il 21 giugno 2012. Monster si è rivelato un successo commerciale e di critica, è stato insignito di numerosi premi ed è considerato dal pubblico uno dei migliori manga di tutti i tempi.

## Trama
Düsseldorf, 1986. Il giovane e brillante neurochirurgo giapponese Kenzo Tenma salva un bambino, Johan Liebert, da morte certa, dopo che era stato trovato ferito con una pallottola alla testa; anche sua sorella gemella Anna viene ricoverata all'ospedale in stato di shock. Il fatto di aver scelto di operare il bambino invece del sindaco viene però criticato dal direttore, e Tenma perde il suo status sociale. In seguito i due gemelli spariscono improvvisamente, mentre nel presidio ospedaliero si verificano alcuni delitti che vedono coinvolti i principali oppositori di Tenma.
Nove anni dopo Kenzo è stato promosso a direttore di dipartimento, quando Johan commette una nuova serie di efferati omicidi di cui Tenma viene ritenuto il principale indiziato da parte dell'ispettore di polizia Lunge del Bundeskriminalamt. Venuto a sapere che l'assassino è proprio Johan, Tenma decide di lasciarsi alle spalle il lavoro e gli amici per catturarlo e ucciderlo, in modo da rimediare all'errore fatto nove anni prima e scagionarsi. Il tutto mentre la polizia continua a braccarlo.
Tenma scopre ben presto che Anna si è ripresa e conduce una vita normale con dei genitori adottivi, facendosi chiamare Nina, anche se non ricorda nulla del proprio passato. Dopo averla protetta da Johan, che intendeva rapirla, Tenma trova in lei e in altri personaggi dei preziosi alleati, e grazie alla memoria della ragazza che inizia a riaffiorare e alle sue indagini comincia a dissipare le nubi addensate sul misterioso passato dei due gemelli. La sua ricerca attraverso l'Europa centrale lo porta a dissotterrare una serie di atrocità connesse all'origine di questo "mostro": dai tentativi della Repubblica Democratica Tedesca di usare un orfanotrofio segreto, noto come 511 Kinderheim, per creare dei soldati potenziati attraverso crudeli condizionamenti psicologici, agli esperimenti eugenetici condotti da Franz Bonaparta e dagli altri leader di un'organizzazione neofascista nell'ex Cecoslovacchia.

## Personaggi
Kenzo Tenma (天馬 賢三?, Tenma Kenzō)
Doppiato da: Hidenobu Kiuchi, Miki Ono (bambino)
Neurochirurgo giapponese che lavora presso l'Eisler Memorial Hospital di Düsseldorf. È nato il 2 gennaio 1958 a Yokohama, figlio del proprietario di una piccola clinica privata; crescendo sviluppa una grande passione per la medicina e decide di trasferirsi in Germania per conseguire il dottorato e lavorare nell'ospedale del suo protettore Udo Heinemann. È un tipo generoso e altruista, che dà la massima priorità ai suoi pazienti e al loro benessere, e ha un elevato spirito umanitario. Risulta però anche piuttosto mite e ingenuo, motivo per cui inizialmente viene sfruttato dai suoi superiori e colleghi e manipolato dallo stesso Heinemann. Viene incolpato dei vari delitti commessi da Johan, e, per riabilitare il suo nome e rimediare al senso di colpa per aver ridato la vita al "mostro", si mette sulle sue tracce dando il via alla narrazione.
Johan Liebert (ヨハン・リーベルト?, Yohan Rīberuto)
Doppiato da: Nozomu Sasaki, Yūto Uemura (bambino)
Efferato serial killer noto come il "mostro". È il fratello gemello di Anna, anche se entrambi non conoscono il loro vero nome in quanto sono passati di adozione in adozione fin da piccoli. Originario della Cecoslovacchia, ha subito gli esperimenti eugenetici di Franz Bonaparta e le atrocità dell'orfanotrofio Kinderheim 511. Il suo disegno sembra essere quello di uccidere chiunque conosca la sua identità, come fa con tutti i genitori adottivi e con i personaggi che fanno parte del suo passato. È scaltro, manipolatore e crudele, commettendo i suoi crimini senza la minima empatia; inoltre sfrutta il suo carisma e intelligenza per manipolare e corrompere chi gli sta intorno, spesso al solo fine di provocare dolore e distruzione. È chiamato "Johan Ribert" nella prima edizione italiana.
Nina Fortner (ニナ・フォルトナー?, Nina Forutonā) / Anna Liebert (アンナ・リーベルト?, Anna Rīberuto)
Doppiata da: Mamiko Noto, May Tsukada (bambina)
Sorella gemella di Johan. È nata in Cecoslovacchia, dove ha subito i condizionamenti di Franz Bonaparta e ha assistito all'orrore dell'uccisione di massa alla Villa delle Rose. In seguito è fuggita in Germania ed è cresciuta insieme a Johan presso genitori adottivi. Dopo l'uccisione dei Liebert, Anna viene adottata da una nuova famiglia a Heidelberg, dove viene ribattezzata Nina Fortner e cresce serena dimenticando ogni cosa del suo passato. È una ragazza gentile, intelligente e determinata. Dopo che Johan cerca di rapirla e viene salvata da Kenzo, i ricordi del suo passato iniziano a riaffiorare e Nina si mette a indagare prima con Tenma e poi in solitaria per cercare di fermare il fratello. È chiamata "Nina Folltoner" e "Anna Ribert" nella prima edizione italiana.
Heinrich Lunge (ハインリッヒ・ルンゲ?, Hainrihhi Runge)
Doppiato da: Tsutomu Isobe
Ispettore del Bundeskriminalamt. Viene posto a capo delle indagini sulle morti all'Eisler Memorial Hospital e fin da subito i suoi sospetti ricadono su Kenzo; sviluppa poi la teoria che Johan sia in realtà una seconda personalità di Tenma. È dotato di un'eccellente memoria e ha l'abitudine di immagazzinare le informazioni digitando i dati come su una tastiera invisibile. Durante la sua carriera è sempre riuscito a risolvere ogni caso, ed è talmente ossessionato dal suo lavoro da trascurare completamente la sua famiglia. In seguito per dei suoi atteggiamenti gli vengono tolti tutti gli incarichi e la famiglia lo abbandona, così la sua caccia a Kenzo diventa la sua ragione di vita.
Eva Heinemann (エヴァ・ハイネマン?, Evua Haineman)
Doppiata da: Mami Koyama
Figlia del direttore dell'Eisler Memorial Hospital e fidanzata di Tenma. È una donna sofisticata e viziata, che è legata a Kenzo soprattutto per il suo rango sociale ed economico. Dopo la rottura del fidanzamento e la morte del padre, tenta di riconciliarsi con Tenma ma questi la rifiuta. Cade quindi nella depressione e nell'alcolismo, e, pur di vendicarsi di Kenzo, decide di tacere prove che lo scagionerebbero e di collaborare con Lunge e Roberto alla sua cattura.
Wolfgang Grimmer (ヴォルフガング・グリマー?, Vuorufugangu Gurimā)
Doppiato da: Hideyuki Tanaka, Shiho Kawaragi (bambino)
Ex-spia divenuto giornalista freelance. Svolge ricerche sui maltrattamenti subiti dai bambini negli orfanotrofi della Germania Est, in particolare sul 511 Kinderheim, nel quale è lui stesso cresciuto. Si presenta come una persona sempre cordiale e sorridente, in quanto a causa delle violenze subite non è in grado di esprimere le proprie emozioni. Inoltre ha sviluppato una doppia personalità: quella di un feroce combattente che prende il sopravvento in momenti di pericolo o quando è sotto stress e che ha chiamato "Il magnifico Steiner", dal nome di un personaggio della tv che guardava da bambino. Dopo aver incontrato casualmente Kenzo decide di aiutarlo nelle sue indagini.
Roberto (ロベルト?, Roberuto)
Doppiato da: Nobuyuki Katsube
L'esecutore più fidato di Johan. Uomo forte e corpulento, è cresciuto anch'egli all'orfanotrofio 511 Kinderheim, dove ha sviluppato una forte ammirazione per Johan. Contrasta in più occasioni Tenma, Nina e i loro compagni. Nell'opera viene fatto intuire che Roberto sia Adolf Reinhart (アドルフ・ラインハルト?, Adorufu Rainharuto), il nipote del colonnello Ranke e il miglior amico d'infanzia di Wolfgang Grimmer; tuttavia nel romanzo Another Monster l'avvocato Fritz Wardemann afferma che la descrizione fornita da Grimmer potrebbe riferirsi a un altro orfano del 511 Kinderheim.
Helmut Wolf (ヘルムート・ヴォルフ?, Herumūto Vuorufu)
Doppiato da: Kōichi Kitamura
Generale della Germania Est, fu colui che trovò i gemelli quando questi lasciarono la Cecoslovacchia. Dopo aver dato a Johan il suo nome, lo portò all'orfanotrofio speciale 511 Kinderheim per farlo diventare un leader del comunismo.
Rudy Gielen (ルーディ・ギーレン?, Rūdi Gīren)
Doppiato da: Takayuki Sugō
Vecchio compagno d'università di Tenma e ora luminare nel campo della psicologia criminale, inizialmente non crede alla versione di Tenma ma è poi costretto a ricredersi, fornendogli molti aiuti.
Nella versione italiana è noto come "Gillen".
Julius Reichwein (ユーリウス・ライヒワイン?, Yūriusu Raihiwain)
Doppiato da: Ichirō Nagai
Vecchio professore di Gillen e ora psicoterapeuta. In seguito alla morte del suo amico Richard, viene coinvolto nel caso Johan e aiuta Tenma e Nina.
Fritz Wardemann (フリッツ・ヴァーデマン?, Furittsu Vuādeman)
Doppiato da: Ryūsuke Ōbayashi
Avvocato che difende gli innocenti. Suo padre fu condannato per spionaggio e morì in carcere, per poi venir giudicato innocente.
È chiamato "Verdeman" nella prima edizione italiana e nell'adattamebto Netflix.
Franz Bonaparta (フランツ・ボナパルタ?, Furantsu Bonaparuta)
Doppiato da: Nachi Nozawa
Pseudonimo dell'autore di libri illustrati Klaus Poppe (クラウス・ポッペ?, Kurausu Poppe); alto ufficiale della polizia segreta e ideatore di esperimenti per l'alterazione della psiche umana.

## Analisi
Il fumetto si presenta come un giallo dai toni fortemente drammatici. Si tratta di un thriller più che un poliziesco. Nell'opera sono presenti tutte le caratteristiche tipiche della narrazione urasawaiana: trama complessa, sottotrame che coinvolgono tutti i personaggi (primari e non), sequenze frenetiche che si alternano a momenti di maggior sospensione ed un attento approfondimento della psicologia dei personaggi. Nello specifico, si può notare che l'autore, con grande perizia, utilizza colpi di scena sapientemente dosati per introdurre il lettore in una narrazione dal respiro sempre più ampio, che parte dal confronto tra Tenma e Johan per arrivare alla terribile rivelazione finale che riguarda più personaggi. Quanto alle sottotrame, esse sono state accuratamente pianificate. Queste si articolano perfettamente con la trama principale creando un ordito intricatissimo. Entrambi i nuclei narrativi (dello schema dominante e delle sottotrame) contribuiscono ad una costruzione coinvolgente e ricca di suspense. L'approfondimento psicologico dei personaggi non interessa solo quelli principali ma anche quelli secondari, che risultano ben caratterizzati e perfettamente credibili e verosimili, esattamente come i protagonisti. Queste analisi tendono soprattutto ad evidenziare il lato più debole e oscuro dei personaggi e, per esteso, dell'uomo. Si possono dunque osservare i conflitti di Kenzo Tenma, la lucida follia di Johan e molto altro dal vasto repertorio delle bassezze umane. Dal punto di vista della realizzazione tecnica il disegno è realistico e preciso, con una grande attenzione alla espressioni facciali dei personaggi, le inquadrature di effetto e dal taglio cinematografico.

## Media

### Manga
Monster è stato scritto e disegnato da Naoki Urasawa e pubblicato in Giappone a cadenza periodica sulla rivista Big Comic Original da dicembre 1994 a dicembre 2001. I 162 capitoli sono stati in seguito raccolti in 18 volumi tankōbon, editi da Shōgakukan e pubblicati dal 30 giugno 1995 al 28 febbraio 2002. Durante la scrittura di Monster, nel 1999, Urasawa iniziò a lavorare al manga 20th Century Boys, che è poi proseguito dopo la conclusione di Monster. Tra il 30 gennaio e il 29 agosto 2008, Monster è stato ripubblicato in una nuova edizione kanzenban in nove volumi.
L'opera è stata esportata in tutto il mondo e pubblicata in Nord America da Viz Media, in Germania da Egmont Manga & Anime, in Francia e Paesi Bassi da Kana, in Spagna da Planeta DeAgostini, in Brasile da Conrad Editora, in Argentina da Larp Editores, a Taiwan da Tong Li Publishing e in Messico da Grupo Editorial Vid. Un adattamento in italiano è stato edito dalla Panini Comics in 18 volumi corrispondenti agli originali giapponesi e pubblicati a cadenza mensile da ottobre 2003 a marzo 2005. L'edizione Monster Deluxe, in nove albi, adatta invece la kanzenban giapponese e comprende alcune pagine a colori e una traduzione rivista e corretta; essa è stata pubblicata bimestralmente dal 31 ottobre 2010 al 18 febbraio 2012.

### Anime

Titoli di testa dell'anime

Il manga è stato adattato da Madhouse in una serie televisiva anime di 74 episodi, scritta da Tatsuhiko Urahata e diretta da Masayuki Kojima, con character design originale dell'animatore dello Studio Ghibli Kitarō Kōsaka. Essa è stata trasmessa settimanalmente dal 7 aprile 2004 al 28 settembre 2005 su Nippon Television e in seguito raccolta in cinque cofanetti DVD da tre dischi ciascuno, distribuiti da VAP tra il 22 dicembre 2004 e il 21 dicembre 2005. In Italia l'anime è stato pubblicato con sottotitoli su Netflix il 1º gennaio 2023.
La colonna sonora dell'anime è stata composta da Kuniaki Haishima. Oltre alle musiche originali, essa fa uso del brano strumentale Transiente del gruppo cileno Quilapayún. Il compositore britannico David Sylvian venne incaricato di scrivere la canzone di chiusura For the Love of Life in collaborazione con Haishima.
| Nº    | Titolo italiano Giapponese 「Kanji」 - Rōmaji | In onda           | In onda |
| Nº    | Titolo italiano Giapponese 「Kanji」 - Rōmaji | Giapponese        |         |
| 1     | Capitolo 1 「ヘルＤｒ．テンマ」 - Heru Dr. Tenma | 7 aprile 2004     |         |
| 1     | Düsseldorf, 1986. Il medico giapponese Kenzo Tenma è un brillante neurochirurgo che lavora all'Eisler Memorial Hospital, di cui è direttore il padre della sua fidanzata Eva Heinemann. Un giorno, un importante diplomatico della DDR giunge in città per chiedere asilo politico con la moglie e i due piccoli figli adottivi, i gemelli Johan e Hanna. In ospedale, Tenma comincia a sentirsi frustrato per la politica del direttore Heinemann, che gli impone di lavorare dando la precedenza ai pazienti illustri rispetto ai comuni cittadini. Una notte, nei pressi dell'abitazione dei Liebert si sentono degli spari e la polizia viene immediatamente mandata a controllare. Quando irrompono nella villa, si trovano davanti un massacro: i coniugi Liebert sono morti, il piccolo Johan è in coma con una pallottola nel cranio e Hanna vaga per la casa in stato confusionale. I due vengono portati all'ospedale dove lavora Tenma, che deve prendere una decisione difficile: salvare il bambino o operare il sindaco, il quale ha avuto un malore, come vorrebbe il direttore Heinemann. Alla fine, l'uomo decide di seguire la propria coscienza e si accinge a operare Johan. |                   |         |
| 2     | Capitolo 2 「転落」 - Tenraku | 14 aprile 2004    |         |
| 2     | L'intervento per salvare Johan va a buon fine, mentre il sindaco muore invece sotto i ferri. Tenma è preoccupato perché sa che la sua scelta avrà delle ripercussioni sulla sua carriera: infatti, pochi giorni dopo, durante una cena di gala organizzata dall'ospedale in memoria del defunto sindaco, il direttore nomina il dottor Boyer come nuovo primario al posto di Tenma. Anche Eva scarica malamente l'uomo restituendogli l'anello di fidanzamento. Frustrato e deluso, Tenma si reca al capezzale di Johan e sfoga tutta la propria rabbia, esprimendo il desiderio che persone come il direttore scompaiano dalla faccia della terra. Nel frattempo, la polizia locale comincia a condurre le indagini circa l'omicidio Liebert e un detective cerca di fare delle domande ad Hanna, che però rimane chiusa in uno stato di mutismo. Quando, per iniziativa del direttore Heinemann, la bambina viene condotta nella stanza dove è ricoverato Johan per scattare una foto ai due gemelli sopravvissuti, Hanna reagisce con terrore alla visione del fratello e sviene. In aggiunta a tutto ciò, Tenma viene rilevato come medico curante di Johan. Quella sera, un'infermiera trova due pezzi grossi dell'ospedale assassinati (di cui uno è il dottor Boyer) ed Eva, rincasando, scopre che anche suo padre è stato ucciso. |                   |         |
| 3     | Capitolo 3 「殺人事件」 - Satsujin jike | 21 aprile 2004    |         |
| 3     | Prima dell'alba, due poliziotti si recano a casa di Tenma per informarlo della morte del direttore Heinemann e degli altri due medici. Recatosi in fretta all'ospedale, l'uomo scopre che sia Johan che Hanna sono scomparsi senza lasciare traccia. Al funerale del direttore, Tenma viene avvicinato da un agente del BKA di nome Lunge, incaricato di guidare le indagini sul triplice omicidio e sulla scomparsa dei due bambini. Questi svela a Tenma che gli omicidi sono avvenuti tramite avvelenamento per acido nitrico, inspiegabilmente contenuto in alcune caramelle che erano state donate a Johan che sono state ritrovate all'interno dello stomaco dei defunti. Lunge sospetta di Tenma in quanto pochi giorni prima era stato degradato dal ruolo di primario dal direttore stesso, ma è anche convinto che l'omicidio dei coniugi Liebert e quello attuale, con la scomparsa di Johan e Hanna, siano collegati. In seguito, a sorpresa, Tenma viene convocato dal nuovo direttore dell'ospedale e nominato nuovamente primario. Non appena saputa la notizia, Eva cerca di riavvicinare Tenma per riacquistare una posizione di rilievo ma l'uomo, disilluso, la rifiuta. Nove anni dopo, nel 1995, Tenma continua a svolgere brillantemente il proprio ruolo di primario in chirurgia, mentre la polizia è alle prese con un caso di crimini seriali che coinvolge coppie di mezza età senza figli. |                   |         |
| 4     | Capitolo 4 「処刑の夜」 - Shokei no yoru | 28 aprile 2004    |         |
| 4     | Il principale sospettato circa l'ultimo omicidio delle coppie di mezza età, Adolf Junkers, è ricoverato in ospedale, in condizioni critiche dopo essere stato investito in un incidente. Il dottor Tenma viene chiamato sul posto per operarlo e salvargli la vita. Una volta ripresosi, Junkers viene interrogato da Lunge il quale, nonostante il sospettato non sembri in grado di collaborare, arriva da solo alla conclusione che i delitti siano stati commessi da più di una persona e sotto richiesta di un mandante. Durante la riabilitazione, Tenma approfondisce la conoscenza di Junkers, che confessa di essere uno scassinatore di professione da quando era ragazzo. Poco dopo, l'uomo sembra avere una sorta di attacco di panico e rivela che i complici con i quali ha agito sono stati uccisi e Tenma intuisce che il colpevole è colui che li ha assoldati. Quella notte, l'agente di sorveglianza alla camera di Junkers viene ucciso e l'uomo attirato fuori dall'ospedale da un individuo misterioso. Tenma, recatosi nella struttura con un regalo per il suo paziente, trova il poliziotto morto e Junkers scomparso. Seguendo le tracce, Tenma giunge presso un edificio abbandonato, dove lo aspettano un terrorizzato Junkers e un ragazzo biondo che si rivela essere Johan. Questi minaccia Junkers con una pistola e confida a Tenma di considerarlo al pari del genitore che non ha mai avuto; rivela inoltre di essere stato lui a uccidere il direttore Heinemann e gli altri due dottori, nove anni prima. Dopodiché spara a Junkers, uccidendolo. Paralizzato, Tenma non riesce a impedire al ragazzo di allontanarsi dal luogo. In seguito, informa Lunge di quanto accaduto. |                   |         |
| 5     | Capitolo 5 「ハイデルベルクの少女」 - Heidelberg no shōjo | 5 maggio 2004     |         |
| 5     | A Heidelberg, Hanna Liebert frequenta la facoltà di giurisprudenza all'università locale con la nuova identità di Nina Fortner. La ragazza è stata adottata da una coppia senza figli e non ricorda quasi nulla del proprio traumatico passato, anche se talvolta è vittima di strani incubi ed emicranie. Un giorno, riceve alcune mail da parte di un utente misterioso, ma non dà peso alla cosa in quanto pensa si tratti di un tentativo di un suo compagno di corso di corteggiarla. Il giorno dopo, tuttavia, il ragazzo nega di essere il mittente delle mail e Nina comincia a pensare di essere al centro delle attenzioni di una sorta di "principe azzurro" che sostiene di volerla ricoprire di fiori. La ragazza, insieme alle sue amiche, pensa di aver individuato l'anonimo corteggiatore in un ragazzo da poco arrivato all'università, ma quando lo avvicina scopre che non si tratta nemmeno di lui. Proprio allora, Nina vede per un istante un ragazzo biondo che la osserva poco distante, al che viene colta dalla sensazione di conoscerlo e viene assalita da una forte emicrania che le causa uno svenimento. Nel frattempo, a Colonia, un'altra coppia di mezza età viene assassinata e Tenma, che ha cominciato a indagare per conto proprio sul caso, scopre che sei anni prima i due coniugi avevano adottato un bambino di nome Michael, poi scomparso misteriosamente. In seguito, il medico entra in contatto con un veterano della Seconda guerra mondiale, il quale aveva conosciuto il bambino mentre era in affidamento presso un'altra coppia con il nome di Franz. L'anziano racconta a Tenma dell'interesse che il bambino nutriva verso la manifestazione del terrore nelle persone e gli rivela che l'unica persona di cui dicesse di fidarsi fosse sua sorella; inoltre, Tenma viene a sapere che già all'epoca Franz progettava di rivederla, una volta che avesse compiuto vent'anni, e sapeva che si trovava a Heidelberg. |                   |         |
| 6     | Capitolo 6 「失踪記事」 - Shissō kiji | 12 maggio 2004    |         |
| 6     | Tenma sospetta che Johan, per un periodo, sia stato in affidamento presso le stesse persone che hanno adottato Hanna e che ora abbia intenzione di ucciderle e rapire la sorella. Per confermare i propri sospetti, si reca dal direttore di un giornale, il signor Maurer, e riesce a farsi aprire le porte dell'archivio per controllare se, circa nove anni prima, fosse stata data la notizia della scomparsa di un bambino adottato a Heidelberg. Dopo un'intera notte trascorsa a controllare i registri, Tenma trova ciò che cercava: nove anni prima i coniugi Fortner denunciarono la scomparsa di un bambino di undici anni. Grazie all'aiuto di Maurer, l'uomo risale anche all'indirizzo della famiglia. Nel giorno del suo ventesimo compleanno, Nina riceve un'altra mail in cui l'utente anonimo le chiede di incontrarsi, l'indomani sera, presso il castello della città. La ragazza, spinta dalla speranza che incontrare il ragazzo la aiuti a riacquistare la memoria, accetta. Tenma e Maurer si recano a Heidelberg ma, arrivati a casa dei Fortner, Nina non è in casa. Tenma si precipita verso il luogo dell'incontro e incarica Maurer di chiamare la polizia. All'appuntamento non si presenta nessuno ma, quando Nina decide di tornare a casa, un individuo al soldo di Johan le intima di restare dove si trova. Sul luogo sopraggiunge Tenma, che chiama Nina "Hanna" e la avverte che la sua famiglia è in pericolo. Dopo aver messo fuori gioco l'uomo, Tenma e Nina si dirigono in fretta verso la casa dei Fortner. |                   |         |
| 7     | Capitolo 7 「惨劇の館」 - Sangeki no kan | 19 maggio 2004    |         |
| 7     | Arrivati sul posto, Tenma e Nina si trovano davanti a una strage: sia i coniugi Fortner che il signor Maurer sono stati uccisi. Lo shock fa sì che Nina sblocchi un ricordo fondamentale: fu lei a sparare alla testa a Johan, quando erano bambini, ed era convinta di averlo ucciso; Tenma le spiega che lui stesso gli salvò la vita. A un tratto, due agenti di polizia suonano alla porta sostenendo di aver ricevuto una telefonata partita da quella casa (cosa impossibile, dal momento che la linea telefonica risulta interrotta). I sospetti di Tenma si intensificano quando i due agenti, scoperti i cadaveri, li caricano in macchina e dichiarano di volerli condurre alla centrale di polizia di una città vicina. Messener e Müller – questi i nomi dei due detective – si tradiscono quando fanno riferimento al fatto che Tenma sia un medico, dettaglio che l'uomo non aveva ancora rivelato. Con Nina, in stato catatonico, in braccio, Tenma si getta nel fiume sottostante il ponte dove si trovano per sfuggire ai due presunti impostori. Qualche giorno dopo, Hanna e Tenma vivono alla macchia in attesa di trovare una soluzione migliore. La ragazza ha ormai recuperato la memoria e racconta al dottore la storia sua e di Johan, rivelando che fu proprio il gemello a sparare ai coniugi Liebert. In seguito, lei stessa puntò la pistola contro di lui. Intanto, l'ispettore Lunge si reca al castello di Heidelberg per effettuare un sopralluogo e trova, nascosta fra l'erba, una cravatta. In seguito, Tenma scopre di essere un sospettato circa l'omicidio dei Fortner. A questo punto, l'uomo fa una telefonata anonima a una testata giornalistica locale e promette di presentarsi in redazione con una testimone importante. Tuttavia, quando torna nel nascondiglio suo e di Hanna, la ragazza è scomparsa, lasciandogli una lettera. |                   |         |
| 8     | Capitolo 8 「追われる身」 - Owarerumi | 26 maggio 2004    |         |
| 8     | Tenma torna all'Eisler Memorial Hospital per riprendere le proprie solite mansioni. Nel mentre, Eva Heinemann – dopo ben tre matrimoni fallimentari – è diventata un'alcolizzata che vive di rendita grazie all'eredità di suo padre e agli alimenti dei suoi ex mariti. Un giorno, riceve la visita di Lunge, che le mostra la cravatta rinvenuta a Heidelberg chiedendole se si ricordi di averla mai acquistata per regalarla a qualcuno. Indagando, l'ispettore ha infatti scoperto che l'indumento era un capo in edizione limitata di nove anni prima presso una sartoria frequentata solo da clienti abituali, tra cui figurava anche la stessa Eva. Nonostante la donna la riconosca come un regalo fatto a Tenma in passato, non rivela nulla a Lunge, dopodiché si reca all'ospedale per parlare con Kenzo. Ancora una volta, la donna prova a riavvicinare l'ex fidanzato, avendo capito come sia stato l'unico uomo ad averla mai amata davvero, ma Tenma la rifiuta nuovamente. A questo punto, Eva racconta dell'episodio di Lunge e minaccia di rivelare tutto alla polizia, ma l'uomo non dà segno di darle retta. Il BKA è informato del fatto che la cravatta appartenesse a Tenma e diversi agenti si dirigono all'ospedale per arrestarlo; tuttavia Tenma, che aveva fiutato il pericolo, rassegna poco prima le dimissioni e riesce a dileguarsi fuggendo su un'ambulanza, aiutato anche dal fatto che i suoi pazienti, affezionati a lui, rallentano l'operazione della polizia. |                   |         |
| 9     | Capitolo 9 「老兵と少女」 - Rōhei to shōjo | 2 giugno 2004     |         |
| 9     | Cinque mesi dopo la rocambolesca fuga di Tenma da Düsseldorf, nella stazione di polizia di Diessen, l'ispettore Lunge interroga Hugo Bernhardt, un veterano che ora gestisce un centro di addestramento militare. Lunge scopre che in quell'arco di tempo Tenma si è dedicato a un intenso addestramento sotto la supervisione di Bernhardt, temprando il fisico e imparando a sparare. Nel periodo di permanenza sotto il tetto dell'ex militare, Tenma ha stretto amicizia con la figlia adottiva di quest'ultimo, una bambina originaria della Birmania la cui madre era stata uccisa durante un'operazione militare dallo stesso Bernhardt. Alla fine dell'addestramento, Tenma ha lasciato il proprio temporaneo nascondiglio, non senza aver propiziato un primo avvicinamento affettivo tra Bernhardt e la bambina grazie a un piatto tradizionale giapponese preparato per loro, con le difficoltà del veterano nell'usare le bacchette che per la prima volta strappano una risata alla taciturna bambina. Al termine dell'interrogatorio, Lunge chiede a Bernhardt se sappia dove si sia diretto Tenma, ma l'uomo si rifiuta di dirglielo. |                   |         |
| 10    | Capitolo 10 「消された過去」 - Kesareta kako | 9 giugno 2004     |         |
| 10    | A Verden, il ladro professionista Heckel si introduce in una villa dove ha recentemente avuto luogo l’omicidio di un politico e di sua moglie. Mentre è alla ricerca di qualche oggetto di valore, tuttavia, viene sorpreso dal dottor Tenma, recatosi lì per indagare sull’omicidio, che gli punta una pistola alla testa pensando sia lui l’assassino. I due vengono però interrotti dal sopraggiungere della polizia ancora sulle tracce di Tenma, e si ritrovano a fuggire insieme. Dopo averlo riconosciuto, Heckel propone al dottore di cominciare a lavorare come medico dei malavitosi; dato il rifiuto di Tenma, il ladro gli promette in cambio di rivelargli dettagli sull’omicida del senatore Springer, che sostiene di aver visto di persona. Heckel conduce Tenma presso l’abitazione del killer; il dottor che e si introduce nel suo appartamento e si trova davanti un uomo di mezza età, seduto con in mano una pistola. Incalzato da Tenma, questi racconta di aver incontrato un ragazzo biondo di nome Erich che da un anno era in affidamento presso i coniugi Springer. Sfruttando l’instabilità mentale dell’uomo, Erich lo convinse a uccidere la coppia. Assalito dai sensi di colpa, prima di spararsi in testa, l’uomo confida a Tenma che Johan aveva previsto la sua visita e gli ha lasciato un messaggio all’interno della villa. Di ritorno nell’abitazione, Tenma ed Heckel scoprono dietro un quadro una scritta tracciata da Johan che recita “il mostro dentro di me sta crescendo”. In seguito, Tenma viene precettato da un uomo armato al soldo di un avvocato criminale e il dottore è costretto a recarsi nella sua casa di campagna per curarlo da una ferita da arma da fuoco. Intanto Heckel, messo alle strette dai suoi strozzini, scopre che i responsabili di una sparatoria avvenuta a Erfurt quella mattina sono proprio gli uomini che hanno precettato Tenma e si offre di condurre da loro gli usurai in modo che possano riscuotere la taglia e, in questo modo, liberarsi dal suo debito. |                   |         |
| 11    | Capitolo 11 「511キンダーハイム」 - 511 Kinderheim | 16 giugno 2004    |         |
| 11    | Dopo l'arresto dei terroristi, Tenma si reca a Berlino per indagare sulla vecchia abitazione dei Liebert e scopre che Johan e Hanna furono adottati dai due coniugi, prima che si trasferissero nell'Ovest, presso un orfanotrofio chiamato 511 Kinderheim. L'uomo si reca sul posto ma trova solo un edificio in rovina. Tuttavia, viene indirizzato da un'anziana passante presso tale signor Hartmann, un ex impiegato del Ministero della Salute. Nel dirigersi a casa sua, s'imbatte in un ragazzino con una ferita su un gomito. Parlando con Hartmann, Tenma scopre che il 511 Kinderheim era in realtà un ricettacolo dove finivano i figli di criminali e di oppositori politici, costretti a vivere in condizioni disumane. In realtà, solo Johan fu ospite di quella struttura, mentre Hanna finì in un orfanotrofio normale. La conversazione viene però interrotta dall'arrivo di Dieter, il bambino incontrato da Tenma in precedenza, che vive in affidamento presso il signor Hartmann. In seguito, il dottore fa ritorno all'abitazione per regalare un pallone al ragazzino, ma lo trova steso a terra coperto di lividi e con una spalla lussata. Tenma comprende subito che è stato Hartmann a procurargli quelle ferite, ma allo stesso tempo l'uomo rivela di averlo riconosciuto come il medico ricercato per omicidio. Minacciandolo con la sua pistola, Tenma riesce a sottrarre Dieter dalle grinfie di Hartmann e lo porta all'ospedale più vicino. Quella stessa notte, riesce a rintracciare l'orfanotrofio che ospitò Hanna e chiede notizie di lei a una delle inservienti. |                   |         |
| 12    | Capitolo 12 「ささやかな実験」 - Sasayaka na jikken | 23 giugno 2004    |         |
| 12    | Tenma viene a sapere dall'inserviente che al 511 Kinderheim i bambini venivano sottoposti a metodi sperimentali volti a creare dei soldati perfetti, privi di pietà, rimorso o paura. La struttura chiuse i battenti a seguito di un incendio, ma la donna afferma che un membro importante del personale, uno psicologo infantile che lavorava per la Wolkspolizei, rimase a Berlino fingendo di essere un impiegato del Ministero della Salute e Tenma sospetta che si tratti del signor Hartmann. Incalzata dall'uomo, l'inserviente rivela che prima dell'incendio il direttore dell'orfanotrofio morì misteriosamente, evento che scatenò una feroce competizione per la successione tra gli educatori e l'anarchia fra i ragazzi. La donna afferma che in seguito, adulti e bambini si massacrarono tra loro. Ascoltato l'agghiacciante racconto, Tenma si precipita nell'ospedale dove è ricoverato Dieter, ma scopre con orrore che il bambino è sparito: Hartmann lo ha già precettato e lo sta conducendo proprio verso le rovine del 511 Kinderheim. Facendo irruzione a casa sua, Tenma rinviene numerose foto che ritraggono uno sconosciuto insieme ai bambini dell'orfanotrofio, incluso Johan, e si dirige in fretta sul posto; qui trova Dieter in cima a una scalinata con numerosi segni di percosse, e Hartmann, che afferma che dieci anni prima Johan osservò il massacro consumatosi in quel luogo e in seguito gli confidò di averlo innescato lui stesso. Quando Hartmann gli chiese fosse il suo obiettivo, il bambino rispose "essere l'ultima persona in vita alla fine del mondo". Completamente invasato, l'uomo accusa Dieter di non essere all'altezza di Johan e Tenma lo minaccia con la sua pistola. Hartmann dice a Tenma di trovare un certo Generale Wolf, colui che trovò Johan e lo portò all'orfanotrofio. Dieter, nonostante Hartmann lo stia minacciando con un fucile, comincia a scendere la scalinata dirigendosi verso Tenma al che l'uomo, in preda alla follia, getta il fucile e implora il bambino di non andarsene. Tenma e Dieter, impassibili, abbandonano Hartmann al suo destino e si allontanano. |                   |         |
| 13    | Capitolo 13 「ペトラとシューマン」 - Petra to Schumann | 30 giugno 2004    |         |
| 13    | Tenma e il suo nuovo compagno di viaggio Dieter fanno tappa in un paese di campagna dove l'uomo presta il primo soccorso a un uomo che ha avuto un incidente. Entra così in contatto con il dottor Schumann, il medico locale. Aiutandolo nel curare gli acciacchi di vari abitanti del villaggio, Tenma scopre che Schumann è innamorato di Petra, un'anziana signora che rifiuta puntualmente di sottoporsi ai controlli medici. Proprio quel giorno, la donna accusa uno svenimento per un'emorragia subaracnoidea e Schumann prega Tenma di operarla sul posto. Intanto, il figlio poliziotto di Petra scopre che l'uomo che aiuto il dottor Schumann è ricercato per omicidio. Il giovane irrompe nella clinica del paesino proprio mentre Tenma si accinge a operare sua madre e gli punta la pistola contro. Alla fine, però, conclusa a buon esito l'operazione, si lascia convincere dell'innocenza dell'uomo e lo lascia andare via insieme a Dieter. |                   |         |
| 14    | Capitolo 14 「残された男・残された女」 - Nokosareta otoko ・ Nokosoreta onna | 7 luglio 2004     |         |
| 15    | Capitolo 15 「ビー・マイ・ベイビー」 - Be My Baby | 14 luglio 2004    |         |
| 16    | Capitolo 16 「ヴォルフの告白」 - Wolf no kokuhaku | 21 luglio 2004    |         |
| 17    | Capitolo 17 「再会」 - Saikai | 28 luglio 2004    |         |
| 18    | Capitolo 18 「五杯目の砂糖」 - Gohaime no satō | 4 agosto 2004     |         |
| 19    | Capitolo 19 「怪物の深淵」 - Kaibutsu no shinen | 11 agosto 2004    |         |
| 20    | Capitolo 20 「フライハムへの旅」 - Freiham e no tabi | 18 agosto 2004    |         |
| 20    | Mentre sono diretti a Freiham, Tenma e Dieter prestano aiuto a una coppia di turisti inglesi rimasta senza benzina nel bel mezzo di una strada di campagna. Nonostante il marito, un ex poliziotto, sia diffidente nei confronti di Tenma e lo informi che la loro destinazione è una prigione, alla fine tutto si risolve per il meglio: la coppia era in Germania per andare a trovare il figlio in carcere, mentre Tenma riesce a non farsi scoprire dagli agenti di polizia. |                   |         |
| 21    | Capitolo 21 「幸せな休日」 - Shiawase na kyūjitsu | 25 agosto 2004    |         |
| 21    | L'investigatore Müller, ormai in pensione, vive in una splendida villa in Costa Azzurra insieme alla moglie (che ha un figlio avuto da un precedente matrimonio) e ha assunto un investigatore privato affinché lo tenga informato sulle mosse del suo ex collega Messner, oltre a cercare informazioni su quelle di Tenma e Nina. L'uomo scopre così che, mentre questi ultimi sono ancora latitanti, Messner è invece stato assassinato due mesi prima. In seguito, Müller confida alla sua guardia del corpo, Roberto, di essere l'assassino dei coniugi Fortner: a quell'epoca, lui e Messner erano poliziotti corrotti che, una sera, vennero contattati da un uomo misterioso che li minacciò di rivelare il loro segreto alla polizia a meno che non eliminassero la coppia. Poco tempo dopo, Müller trova in casa il cadavere del detective con cui doveva incontrarsi e si trova davanti Hanna Liebert, che rivela che è stato Roberto a ucciderlo e poi lo costringe ad allontanarsi in macchina dalla villa. La ragazza è combattuta perché vorrebbe punire l'uomo che ha ucciso i suoi genitori adottivi ma, in seguito, i due mettono insieme le forze per smascherare Roberto, che si scopre essere anche l'assassino di Messner. Tornati alla villa, il cadavere è sparito e Roberto dichiara che i suoi uomini hanno rapito Hanna (che avrebbe dovuto monitorare la situazione dalla finestra della casa disabitata adiacente) per portarla da Johan. L'uomo si congeda senza dire altro. Volendo redimersi, Müller raggiunge il luogo dove Hanna è stata imprigionata e uccide gli uomini che la tenevano in ostaggio, venendo però ferito a morte nello scontro a fuoco. Roberto intanto è già partito per concentrarsi sul suo nuovo bersaglio, ossia Kenzo Tenma. |                   |         |
| 22    | Capitolo 22 「ルンゲの罠」 - Lunge no wana | 1º settembre 2004 |         |
| 23    | Capitolo 23 「エヴァの告白」 - Eva no kokuhaku | 8 settembre 2004  |         |
| 23    | Eva Heinemann si risveglia in prigione dopo essere stata arrestata per ubriachezza. Quando gli agenti le restituiscono i suoi averi, prima di congedarla, la donna si accorge che manca la borsa a tracolla in cui conserva gelosamente il proprio album di fotografie. Senza soldi e senza un posto dove andare, Eva incontra l'uomo con cui ha passato la serata precedente, che si rivela essere Roberto. Questi le restituisce la borsa, che aveva raccolto dopo che la donna, ubriaca, aveva lasciato il locale dove i due avevano bevuto insieme. Nell'appartamento dell'uomo, Eva si fa convincere a mostrargli il contenuto dell'album ma, quando arriva alla pagina che un tempo conteneva le foto di Tenma e Johan bambino, ora strappate via, Roberto diventa a un tratto violento e intima alla donna di rivelargli dove abbia nascosto le foto. A sorpresa, Eva rivela di aver visto Johan, cresciuto, un anno prima a Düsseldorf. Tramite un flashback, si scopre che, la notte della morte di Junkers, la donna aveva seguito Tenma fino all'edificio abbandonato e aveva visto in volto Johan mentre questi lasciava l'edificio. |                   |         |
| 24    | Capitolo 24 「男達の食卓」 - Otokotachi no shokutaku | 15 settembre 2004 |         |
| Extra | 「発端」 - Hottan | 22 settembre 2004 |         |
| 25    | Capitolo 25 「木曜日の青年」 - Mokuyōbi no seinen | 29 settembre 2004 |         |
| 25    | A Monaco di Baviera, lo studente universitario Karl Neuman si reca ogni martedì a casa dell'anziano e facoltoso signor Schunwald – il quale gode di una fama sinistra essendo soprannominato il "Vampiro della Baviera" – e legge per lui, divenuto cieco, passi di opere letterarie famose. Karl è stato adottato e ha deciso di trasferirsi a Monaco per incontrare il suo padre biologico, ossia Schunwald stesso, che molti anni prima ebbe una relazione con sua madre ma non sa che Karl è suo figlio. Insieme alla compagna di università Lotte, Karl pedina l'uomo per scoprire dove si rechi ogni notte e scopre che si incontra con una prostituta che si fa chiamare Margot Langer per darle dei soldi. Karl accusa la donna di essere un'impostora in quanto la vera Margot, sua madre, è stata uccisa un anno prima. Parlando con lei, Karl e Lotte scoprono che c'è un altro ragazzo che finge di essere il figlio naturale di Schunwald e legge per lui di giovedì. Sempre grazie all'intraprendenza di Lotte, Karl identifica l'impostore in tale Edmund Fahren, che frequenta la loro stessa università. Il giovedì successivo, però, il ragazzo non si presenta a casa di Schunwald; così, Karl e Lotte si recano nella stanza che il ragazzo affitta, solo per scoprire che si è suicidato impiccandosi. Il giorno seguente, i due ragazzi s'imbattono in Johan, ora studente di giurisprudenza nella loro stessa università che legge per Schunwald di venerdì. |                   |         |
| 26    | Capitolo 26 「秘密の森」 - Himitsu no mori | 6 ottobre 2004    |         |
| 26    | Schunwald, convinto che Fahren fosse il suo vero figlio, assume l'investigatore privato Richard Braun per fare luce sulla sua morte. Richard è un ex poliziotto con problemi di alcolismo che in passato uccise a sangue freddo un ragazzo sospettato di essere un serial killer e per questo motivo ha smesso di bere e vede settimanalmente uno psicologo. La polizia locale ha già chiuso il caso Fahren come suicidio, ma Richard si reca lo stesso sul luogo dove è stato trovato il cadavere. Fra i libri di Fahren, studente di filosofia, l'uomo trova anche il De bello Gallico e si chiede come sia finito lì. Sfogliando il volume, scopre una frase sottolineata ma, non conoscendo il latino, si rivolge al vicino di stanza di Fahren affinché la traduca per lui: "Non posso più ingannare gli altri", la stessa frase che Fahren ha lasciato scritta prima di suicidarsi. L'uomo non crede all'ipotesi del suicidio e si reca dalla falsa Margot per avere informazioni su Fahren, scoprendo il legame con Karl e il fatto che Fahren si fosse recato da lei proprio insieme a Johan. Nel frattempo Karl incontra nuovamente Johan, che gli chiede di raccontargli la sua storia e, alla fine, gli domanda se sia il figlio di Schunwald. Karl, in ogni caso, non ha intenzione di rivelare la verità a suo padre perché non vuole che pensi che sia interessato solo alla sua eredità. Sotto suggerimento di Johan, Karl e Lotte portano Schunwald in un luogo immerso nella natura che era solito visitare nei momenti difficili, ora trasformato in uno stabilimento industriale. Tuttavia, sul posto sopraggiunge Johan che, grazie alla cecità di Schunwald, riesce a convincerlo che il luogo sia rimasto incontaminato come una volta. |                   |         |
| 27    | Capitolo 27 「証拠の品」 - Shōko no shina | 13 ottobre 2004   |         |
| 27    | Richard si incontra con la ex moglie per cercare di ottenere un incontro con sua figlia Rosemary. Tuttavia, al successivo appuntamento, viene a sapere dalla ex moglie che sua figlia non intende vederlo. Preso dallo sconforto, l'uomo è tentato dall'idea di rimettersi a bere, ma riesce a resistere. Intanto, comincia a indagare su Karl Neuman, non del tutto convinto che sia un impostore. Questi, nel frattempo, continua le letture per Schunwald tutti i martedì, finché il genitore si lascia andare a un complimento sul suo modo di leggere il latino. Più tardi, il ragazzo confida a Johan di essere invidioso di lui perché pensa che Schunwald preferirebbe che fosse lui il suo vero figlio. Senza lasciar trasparire il vero motivo per cui cerchi di aiutarlo, Johan convince Karl a rivelargli l'esistenza di un oggetto che permetterebbe a Schunwald di riconoscerlo, lasciato a Karl dalla madre; il giovane, tuttavia, si fa consegnare l'oggetto affinché Karl non cada in tentazione. In seguito, Karl incontra i suoi attuali genitori adottivi e sembra finalmente riuscire a superare il muro di distacco che l'aveva sempre separato da loro. Quella stessa sera, il ragazzo riceve una telefonata di Schunwald che gli chiede di leggere per lui. Non riuscendo a trattenere le lacrime di commozione, involontariamente convince il padre di essere il suo vero figlio. Schunwald entra a sorpresa nella stanza di Karl e gli mostra una zampa imbalsamata di coniglio, ossia l'oggetto che aveva donato a sua madre tanti anni prima. Padre e figlio si riconciliano, poco prima che Schunwald annunci a Karl che ha appena assunto Johan – è stato lui a restituirgli l'amuleto – come suo nuovo segretario. |                   |         |
| 28    | Capitolo 28 「ただ一つの事件」 - Tada hitotsu no jiken | 20 ottobre 2004   |         |
| 28    | Dopo che Schunwald decreta chiuso il caso Edmund Fahren, Richard continua a indagare per conto proprio e torna a studiare i casi irrisolti a cui aveva lavorato quand'era ancora nella polizia, tra cui ne figura anche uno riconducibile agli omicidi di coppie di mezza età il cui principale sospettato è ancora Kenzo Tenma. Una sera, mentre consulta i propri vecchi appunti, l'uomo ha un'intuizione: tutte le vittime erano in qualche modo legate al signor Schunwald. In seguito a un colloquio con lui, lo psicologo Reichwein decide di scrivere una lettera a un suo vecchio studente, il dottor Gillen, chiedendogli informazioni su Peter Jüngers, serial killer che ha in terapia in quel momento, e sul suo vecchio compagno di corso Tenma. Richard contatta parenti, colleghi e amici delle vittime e chiede informazioni sui loro rapporti con Schunwald; alla fine, arriva alla conclusione che ogni omicidio ebbe come effetto il fatto di lasciare Schunwald sempre più solo. La coincidenza più significativa, però, è il fatto che nei vari casi, in qualche modo, dalle scene del crimine e dalle deposizioni dei testimoni fosse emerso il nome di Johan. Richard racconta tutto a Reichwein, il quale ha ricevuto la risposta di Gillen in cui lo psichiatra gli comunica che l'uomo che commissionò gli omicidi a Jürgens risponde proprio al nome di Johan. Richard, che ha incontrato il ragazzo solo qualche giorno prima a casa di Schunwald, capisce che probabilmente sia lui che Karl sono in pericolo. |                   |         |
| 29    | Capitolo 29 「処刑」 - Shokei | 27 ottobre 2004   |         |
| 29    | Richard comincia a tenere d'occhio Johan mentre questi fa volontariato presso un orfanotrofio. Intanto, l'uomo ha un altro incontro con la ex moglie e le consegna una cartella contenente articoli di giornale e copie dei rapporti sull'omicidio del giovane serial killer, chiedendole di mostrarli a Rosemary affinché la figlia conosca la verità. La donna, comprendendo quanto l'ex marito sia cambiato, gli promette che chiederà nuovamente a sua figlia se desideri vederlo. In seguito, Richard rintraccia poco lontano da Monaco una coppia il cui cognome è Liebert e, fingendosi un agente assicurativo, si introduce in casa loro, i quali sostengono di avere un figlio di nome Johan che studia all'università. Guardando le foto di Johan bambino che si trovano nell'abitazione, però, comincia a credere che non si tratti della stessa persona. Per confermare i propri sospetti, l'uomo si reca presso il cimitero di Brunnthal, cittadina dove la coppia viveva fino a quattro anni prima. Qui trova la tomba del "vero" Johan Liebert, morto ad appena due anni: quello che si spaccia per il figlio dei Liebert è dunque un impostore. Tornato a Monaco, Richard racconta tutto a Reichwein che, nel frattempo, ha parlato con il dottor Gillen e gli ha consegnato una foto di Johan affinché la mostri al suo paziente Jürgens. Questi, inizialmente, nega di aver già visto il ragazzo, sostenendo di aver comunicato con Johan solo tramite lettere. Tuttavia, facendosi prestare da Gillen una penna con un scusa, rivela di aver incontrato Johan in un parco; subito dopo, l'uomo si suicida piantandosi la penna in un timpano. Quella sera, Richard riceve una telefonata da sua figlia che è finalmente disposta a rivederlo. Proprio in quel momento, però, Johan si presenta a casa sua e gli propone di fare una passeggiata. Con la scusa di porgli delle domande per la tesi che sta scrivendo sulla Convenzione internazionale sui diritti dell'infanzia, il ragazzo comincia a porgergli domande sul suo passato, in particolare sul serial killer (minorenne) da lui ucciso anni prima, dimostrando di sapere su di lui molte più cose di quanto l'uomo potesse immaginare. Arrivati sulla cima di un edificio, Johan accusa apertamente Richard di aver giustiziato il giovane a mente lucida e che quella dello stato di ubriachezza al momento dell'omicidio fosse solo una scusa che Richard aveva inventato per reprimere il senso di colpa, arrivando a mentire a sé stesso e agli altri. Poi, a sorpresa, gli offre una bottiglia di whisky. Quella stessa notte, due agenti di polizia si presentano a casa di Reichwein e annunciano che Richard è morto. |                   |         |
| 30    | Capitolo 30 「ある決意」 - Aru ketsui | 3 novembre 2004   |         |
| 30    | Durante il funerale di Richard, Reichwein e Gillen discutono sull'accaduto e non credono all'ipotesi di un suicidio o di un incidente dovuto all'assunzione di alcol, come crede invece la polizia. Dopo aver parlato con un ex collega di Richard alla polizia, Reichwein si reca nel locale dove l'uomo è stato visto la notte della sua morte e mostra al proprietario una foto di Johan per chiedergli se l'avesse visto insieme a Richard, ma questi risponde in modo generico di non ricordarlo e sostiene semplicemente che Richard abbia acquistato una bottiglia di whisky. Reichwein si insospettisce perché la marca di whisky della bottiglia è di una produzione locale che Richard detestava. In seguito, in metropolitana, Reichwein ha l'impressione che qualcuno cerchi di spingerlo sui binari al passaggio del treno e si lancia al suo inseguimento, fino ad arrivare in un locale notturno dove viene picchiato da quest'ultimo e da un suo compare. L'uomo, tuttavia, mentre i due si stanno allontanando li coglie di sorpresa colpendo il primo con un testata e immobilizzando l'altro: riesce così a scoprire che i due sono stati ingaggiati da un misterioso "uomo enorme". Recatosi nel quartiere a luci rosse per indagare anche sulla falsa Margot Langer, Reichwein viene a sapere da una sua "collega" che la donna ora sembra avere un nuovo fidanzato, anch'egli definito come un " uomo enorme". Sempre più sospettoso ma senza avere reali prove in mano, il giorno dopo lo psicologo si accinge a incontrare il marito infedele di una sua paziente. Questi, che si rivela essere Roberto, sostiene che la sua vita sia cambiata dopo che ha incontrato un affascinante ragazzo biondo e di essere un assassino; avendo compreso che l'uomo è lì per ucciderlo, Reichwein riesce a gettargli addosso l'acqua bollente del tè che stava preparando e a fuggire tramite un'uscita di servizio. Roberto sta per sparargli mentre scappa lungo le scale, ma viene distratto da un colpo d'avvertimento sparato da Kenzo Tenma che, anch'egli a Monaco, teneva da un po' sotto sorveglianza Reichwein temendo potesse finire nel mirino di Johan. |                   |         |
| 31    | Capitolo 31 「白日の下へ」 - Hakujitsu no moto e | 10 novembre 2004  |         |
| 31    | Una volta trovata una sistemazione sicura per Tenma e Dieter, Reichwein si fa raccontare il motivo per cui l'uomo si trova a Monaco: indagando sul caso di Richard Braun, Tenma ha visto una fotografia del giovane serial killer ucciso in passato dal detective e, grazie a Dieter, ha scoperto che da bambino era stato internato al 511 Kinderheim, come Johan. Reichwein si offre di aiutarlo a trovare Johan e a scagionarsi. Recatisi alla sede centrale della Thalbach & Schunwald AG i due uomini vedono Schunwald, Karl e Johan uscire dall'edificio. Il piano di Reichwein è trovare un testimone della morte di Richard per dimostrare che Johan era presente al momento del decesso, oppure trovare la prostituta con cui parlò Fahren, ossia la falsa Margot Langer, per lo stesso motivo. Tuttavia, Reichwein sospetta che Tenma sia a Monaco non per incastrare Johan ma per ucciderlo, impressione che viene confermata da Dieter, mentre Tenma ha lasciato il nascondiglio dove si trovava. Nel frattempo, il dottor Gillen viene rintracciato da Lunge: il detective sospetta – a ragione – che Gillen abbia aiutato di proposito Tenma a fuggire dalla polizia a Velbert. Gillen risponde che ritiene che Tenma sia innocente e dichiara di non sapere dove si trovi in quel momento (benché sappia in realtà che si trova a Monaco). Inoltre, informa Lunge di tutto quanto accaduto in Baviera nell'ultimo periodo, ossia i fatti che ruotano intorno a Schunwald e Johan, oltre alle morti di Fahren e Richard. Lunge, tuttavia, rimane convinto che sia Tenma il colpevole, fino a che Gillen non gli mostra una foto di Johan; il detective decreta di aver, forse, commesso un grave errore e riesce a farsi rivelare da Gillen che Tenma è a Monaco. Quest'ultimo, intanto, si reca da un ricettatore per procurarsi un fucile di precisione. |                   |         |
| 32    | Capitolo 32 「聖域」 - Seiiki | 17 novembre 2004  |         |
| 33    | Capitolo 33 「子どもの情景」 - Kodomo no jyōkei | 24 novembre 2004  |         |
| 34    | Capitolo 34 「闇の果て」 - Yami no hate | 1º dicembre 2004  |         |
| 35    | Capitolo 35 「名なしのヒーロー」 - Nanashi no hero | 8 dicembre 2004   |         |
| 36    | Capitolo 36 「混沌の怪物」 - Konton no kaibutsu | 15 dicembre 2004  |         |
| 37    | Capitolo 37 「なまえのないかいぶつ」 - Namae no nai kaibutsu | 12 gennaio 2005   |         |
| 37    | Alla stazione di Monaco, Hanna prende il libro illustrato portatole da Lotte e scopre che si tratta di un'antica fiaba della Cecoslovacchia che narra la storia di un mostro senza nome che vaga per il mondo alla ricerca del modo per trovarne uno. Dopo aver divorato molte persone a cui aveva in precedenza rubato il nome, il mostro incontra un bambino malato di nome Johan e decide di non ucciderlo per poter portare quel nome per sempre. Confusa, Hanna decide di rimandare la propria partenza e si precipita verso la biblioteca; qui, intanto, Tenma avrebbe l'occasione di sparare a Johan ma alla fine non riesce a premere il grilletto. Ad approfittarne è Roberto, che stende il dottore e si appropria del suo fucile di precisione per uccidere Schunwald. Nel frattempo, mentre questi si accinge a prendere la parola, una donna irretita da Johan comincia a spargere benzina per la biblioteca per far scoppiare un incendio e uccidere tutti i presenti. Schunwald si rende conto del pericolo e chiede a tutti di mantenere la calma e di cominciare a dirigersi verso le uscite che però, al momento dell'innesco, risultano bloccate. Quando l'incendio divampa, Roberto deduce che il piano di Johan sia cambiato e si accinge a lasciare l'edificio, ma viene sorpreso da Tenma, che si è ripreso e ha afferrato la sua pistola. L'episodio termina con i due uomini che premono il grilletto apparentemente all'unisono. |                   |         |
| 38    | Capitolo 38 「我が目の悪魔」 - Waga me no akuma | 19 gennaio 2005   |         |
| 38    | Tenma riesce, rimanendo illeso, a colpire con due proiettili Roberto, che muore e precipita dalla balconata dove si trovava. Con l'incendio ormai dilagato nel salone, l'uomo cerca di avvicinarsi a Johan ma viene rallentato dalle persone accasciate sulle scale alla ricerca di una via di fuga. Per salvarle, l'uomo rinuncia momentaneamente al suo obiettivo e punta invece la pistola contro il cardini del portone d'ingresso sbarrato, riuscendo poi a sfondarlo con l'aiuto di altre due persone. Mentre tutti fuggono dalla biblioteca, Tenma si dirige verso il palco dove si trovano ancora sia Johan che Schunwald, ma inspiegabilmente non riesce a sparare al ragazzo, che lo supera dirigendosi verso l'uscita. Sul luogo sopraggiunge anche Hanna, che spara ripetutamente in direzione del fratello gemello che riesce però a dileguarsi nel fumo. Proprio quando Tenma esorta la ragazza a prendere Schunwald e scappare, il palco crolla su di loro seppellendoli. Nel frattempo Karl, alla villa di Schunwald, trova una lettera scritta poco tempo prima di morire da sua madre a una sua amica cecoslovacca, dove si fa riferimento a un ragazzo da lei conosciuto che si intuisce essere Johan. Insieme alla lettera, il giovane trova anche il rapporto delle indagini che Schunwald aveva fatto condurre dopo la morte della donna. |                   |         |
| 39    | Capitolo 39 「目の中の地獄」 - Me no naka no jigoku | 26 gennaio 2005   |         |
| 40    | Capitolo 40 「グリマー」 - Grimmer | 2 febbraio 2005   |         |
| 41    | Capitolo 41 「511の亡霊」 - 511 no bōrei | 9 febbraio 2005   |         |
| 42    | Capitolo 42 「超人シュタイナーの冒険」 - Chōjin Shutainā no bōken | 16 febbraio 2005  |         |
| 43    | Capitolo 43 「スーク刑事」 - Sūku keiji | 23 febbraio 2005  |         |
| 44    | Capitolo 44 「二つの闇」 - Futatsu no yami | 2 marzo 2005      |         |
| 45    | Capitolo 45 「怪物の残像」 - Kaibutsu no zanzō | 9 marzo 2005      |         |
| 46    | Capitolo 46 「接点」 - Setten | 16 marzo 2005     |         |
| 47    | Capitolo 47 「悪魔の扉」 - Akuma no tobira | 23 marzo 2005     |         |
| 48    | Capitolo 48 「一番怖いもの」 - Ichiban kowaimono | 30 marzo 2005     |         |
| 49    | Capitolo 49 「一番残酷なこと」 - Ichiban zankokuna koto | 6 aprile 2005     |         |
| 50    | Capitolo 50 「バラの屋敷」 - Bara no yashiki | 13 aprile 2005    |         |
| 51    | Capitolo 51 「怪物のラブレター」 - Kaibutsu no love letter | 20 aprile 2005    |         |
| 52    | Capitolo 52 「脱獄囚・弁護士」 - Bengoshi | 27 aprile 2005    |         |
| 53    | Capitolo 53 「決意」 - Ketsui | 4 maggio 2005     |         |
| 54    | Capitolo 54 「脱走」 - Dassō | 11 maggio 2005    |         |
| 55    | Capitolo 55 「402号室」 - 402 gō shitsu | 18 maggio 2005    |         |
| 56    | Capitolo 56 「終わらない旅」 - Owaranai tabi | 25 maggio 2005    |         |
| 57    | Capitolo 57 「あの日の夜」 - Ano hi no yoru | 1º giugno 2005    |         |
| 58    | Capitolo 58 「いやな仕事」 - Iyana shigoto | 8 giugno 2005     |         |
| 59    | Capitolo 59 「悪魔を見た男」 - Akuma wo mita otoko | 15 giugno 2005    |         |
| 60    | Capitolo 60 「知りすぎた男」 - Shirisugita otoko | 22 giugno 2005    |         |
| 61    | Capitolo 61 「記憶の扉」 - Kioku no tobira | 29 giugno 2005    |         |
| 62    | Capitolo 62 「楽しい食卓」 - Tanoshī shokutaku | 6 luglio 2005     |         |
| 63    | Capitolo 63 「無関係な殺人」 - Mukankei na satsujin | 13 luglio 2005    |         |
| 64    | Capitolo 64 「赤ん坊の憂鬱」 - Akanbō no yūutsu | 20 luglio 2005    |         |
| 65    | Capitolo 65 「ヨハンの足跡」 - Yohan no ashiato | 27 luglio 2005    |         |
| 66    | Capitolo 66 「おかえり」 - Okaeri | 3 agosto 2005     |         |
| 67    | Capitolo 67 「ただいま」 - Tadaima | 10 agosto 2005    |         |
| 68    | Capitolo 68 「ルーエンハイム」 - Ruhenheim | 17 agosto 2005    |         |
| 69    | Capitolo 69 「安らぎの家」 - Yasuragi no ie | 24 agosto 2005    |         |
| 70    | Capitolo 70 「殺戮の町」 - Satsuriku no machi | 31 agosto 2005    |         |
| 71    | Capitolo 71 「超人シュタイナーの怒り」 - Chōjin Shutainā no ikari | 7 settembre 2005  |         |
| 72    | Capitolo 72 「名前のない男」 - Namae no nai otoko | 14 settembre 2005 |         |
| 73    | Capitolo 73 「終わりの風景」 - Owari no fūkei | 21 settembre 2005 |         |
| 74    | Capitolo finale 「本当の怪物」 - Hontō no kaibutsu | 28 settembre 2005 |         |

### Romanzo
Al termine della pubblicazione del manga, Urasawa ha scritto e illustrato il romanzo Another Monster (もうひとつのMONSTER?, Mō hitotsu no monsutā), che ripercorre gli eventi del manga dal punto di vista di un giornalista d'inchiesta Werner Weber. Il volume è stato pubblicato da Shogakukan a partire dal 21 giugno 2002.

### Film e serie live action
La casa di produzione statunitense New Line Cinema si interessò a un adattamento della serie in un lungometraggio live action, e ne acquisì i diritti per una possibile uscita nel 2009. Per scrivere la sceneggiatura fu ingaggiato Josh Olson, tuttavia al progetto non venne poi dato seguito.
Nel 2013 fu annunciato che Guillermo del Toro e il network statunitense HBO erano in trattativa per una serie televisiva live action basata su Monster. Nel 2015 del Toro dichiarò che la HBO aveva abbandonato il progetto, ma che il regista era interessato a proporre la serie ad altre emittenti.

## Accoglienza
Monster è ritenuto uno dei migliori lavori di Naoki Urasawa. Sulla piattaforma di Animeclick, Monster è ritenuto il miglior manga di sempre, con un punteggio medio di 9,121 (con 186 valutazioni, di cui 60 con recensione).
Nel 2014 Ramsey Isler di IGN ha posizionato Johan Liebert al primo posto nella lista dei dieci migliori cattivi degli anime.

### Premi e riconoscimenti
Monster ha ricevuto numerosi premi e riconoscimenti. Ha vinto il premio all'eccellenza al primo Japan Media Arts Festival nel 1997, il gran premio al terzo premio culturale Osamu Tezuka nel 1999 e il 46º premio Shōgakukan per i manga nella categoria generale nel 2000. L'edizione italiana è stata insignita del premio Attilio Micheluzzi come miglior serie estera nel 2005, mentre quella statunitense è stata inclusa nella lista YALSA del 2007 dei migliori romanzi a fumetti per ragazzi, ed è stata candidata agli Eisner Award nel 2007 e 2009 nella categoria per la migliore edizione statunitense di serie giapponese, e nel 2007, 2008 e 2009 come miglior serie in corso. Nel 2009 Monster ha riportato il premio al miglior manga drammatico all'Anime Expo.